# Àlex Granell
Àlex Granell (Girona, 2 augustus 1988) is een Spaans voetballer die sinds 2022 uitkomt voor Lommel SK.

## Clubcarrière

### Lagere divisies
Granell startte zijn seniorencarrière bij CE Farners, een club uit de Spaanse regioreeksen. In 2007 tekende hij bij FC Palafrugell, dat net uit de Tercera División was getuimeld en in het seizoen 2007/08 dus uitkwam in de Primera Catalana. In 2008 verhuisde hij naar CD Banyoles, een club uit de Tercera División. De club eindigde laatste in zijn groep, maar Granell bleef actief in de Tercera División, want in 2009 tekende hij bij AEC Manlleu. Ook in het seizoen 2010/11 speelde hij in de Tercera División, maar wel in het shirt van UE Llagostera.
In het seizoen 2010/11 werd Llagostera kampioen in zijn reeks. Granell bleef echter in de Tercera División spelen, want in 2011 verhuisde hij naar UE Olot. Uiteindelijk speelde hij met Llagostera toch in de Segunda División B, want in 2012 keerde hij terug naar de club. Lang duurde zijn terugkeer niet, want in december 2012 vertrok hij alweer naar Cádiz CF, dat eveneens in de Segunda División B speelde maar in een andere reeks. Ook daar bleef hij slechts een half seizoen, want in de zomer van 2013 tekende hij bij derdeklasser AE Prat, uitkomend in dezelfde reeks als Llagostera. Op het einde van het seizoen werd Llagostera kampioen en eindigde Prat op een degradatieplaats.

### Girona FC
In juni 2014 ondertekende de 25-jarige Granell een tweejarig contract bij Girona FC, de club uit zijn geboortestad die op dat moment uitkwam in de Segunda División A. Na drie seizoenen op het tweede niveau maakte hij in 2017 de historische promotie van de club naar de Primera División mee. 
Op de eerste competitiespeeldag van het seizoen 2017/18, thuis tegen Atlético Madrid, was Granell meteen betrokken bij het eerste doelpunt ooit van Girona op het hoogste niveau: in de 22e minuut bood hij Cristhian Stuani de 1-0 aan. Stuani scoorde ook nog de 2-0, maar Atlético Madrid kwam nog terug tot 2-2. De club eindigde in zijn debuutseizoen op het hoogste niveau knap tiende. Op 12 mei 2019 speelde Granell tegen UD Levante zijn 150e officiële wedstrijd in het shirt van Girona. Hij droeg in deze wedstrijd zoals wel vaker de aanvoerdersband. Als aanvoerder droeg hij de 1-2-zege tegen Real Madrid op 17 februari 2019 dan ook op aan de Catalaanse politieke gevangenen.
In het seizoen 2018/19 slaagde Girona er niet in om de degradatie te ontlopen. Dat weerhield Granell er niet van om in augustus 2019 zijn contract te verlengen tot 2022. In het seizoen 2019/20 stond Girona dicht bij een snelle terugkeer naar de Primera División, maar in de play-offs won Elche CF met het kleinste verschil. Ook dat seizoen droeg hij in het merendeel van de wedstrijden de aanvoerdersband.

### Club Bolívar
In oktober 2020 tekende Granell bij de Boliviaanse eersteklasser Club Bolívar, een partnerclub van de City Football Group, die meerderheidsaandeelhouder is van Girona FC. Granell won met Club Bolívar het Torneo Apertura 2022, de eerste helft van het seizoen 2022.

### Lommel SK
In augustus 2022 ondertekende Granell een tweejarig contract bij de Belgische tweedeklasser Lommel SK, die eveneens deel uitmaakt van de City Football Group.

## Interlandcarrière
Granell speelde op 25 maart 2019 mee in een oefeninterland tussen Catalonië en Venezuela, die de Catalanen met 2-1 wonnen.